# Аннали Тлателолько
Аннали Тлателолько (Anales de Tlatelolco) — один з ацтекських кодексів-рукописів. Написано мовою науатль. Складено у 1528 році у м.Тлателолько. Звідси походить його канзва. Інші назви «Рукопис 22», «Деякі історичні аннали мексиканської нації». Нині знаходиться у Національній бібліотеці (Париж).

## Історія
На сьогодні твердження про дату створення цього рукопису у 1528 році деякими дослідниками ставиться під сумнів. Називається інша дата — 1540-і роки. Є суто ацтекським кодексом, не зазнав корегування або редагування з боку іспанців. написано освіченним індіанцем. У 1948 році опубліковано у Мексиці. У 1956 році переведено іспанською мовою ченцем Анхелєм Марією Гарібай. У 1991 році з'являється переклада англійською мовою авторства Джеймса Локхарда, у 2002 році переклада зробив мексиканський фахівець Рафаель Тена.

## Опис
Створено на європейському папері. Не містить малюнків або якихось символів на відміну від інших кодексів. Розмір 40 × 325 см.

## Зміст
Представляє історію міста Тлателолько, перераховуються його тлатоані та їх діяльність. Є важливим джерелом з історії Ацтекської імперії з погляду індіанців. Ці «Аннали» є єдиним документом, в якому вказано дату початку подорожи мешіка з Ацтлану та дату заснування Теночтітлана.
Також в даному рукописі подано ацтекський погляд на іспанське загарбання центральної Мексики, руйнування культури ацтеків.